# Ljusvattentjärnarna
Ljusvattentjärnarna är en sjö i Vindelns kommun i Västerbotten och ingår i Sävaråns huvudavrinningsområde.